# جاده نظامی گرجستان

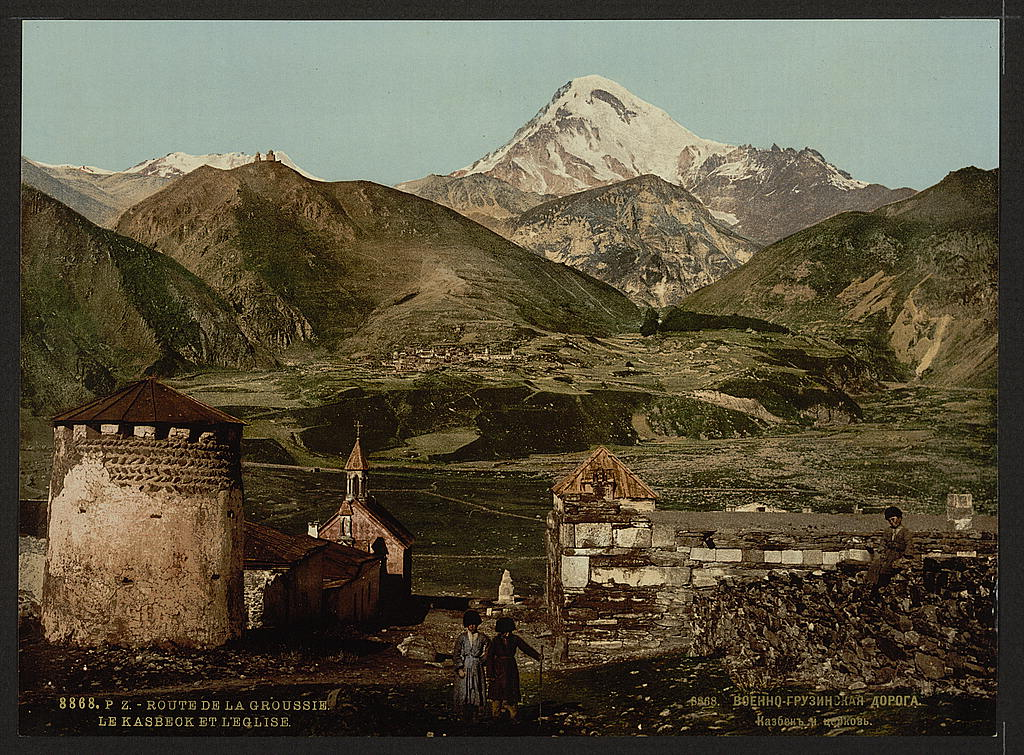
این جاده در چندین رمان معروف، به ویژه قهرمان زمان ما و دوازده صندلی، نمایش داده شده‌است.

جاده نظامی گرجستان یا بزرگراه نظامی گرجستان (گرجی: საქართველოს სამხედრო გზა , [sakartvelos samkhedro gza], روسی: Военно-Грузинская дорога، آسی: Арвыкомы фæндаг   [Arvykomy fændag]) نام تاریخی مسیر اصلی از طریق قفقاز از گرجستان به روسیه است. مسیرهای جایگزین در سراسر کوه‌ها عبارتند از جاده نظامی اوستیا و بزرگراه ماوراء قفقاز.

## مسیر

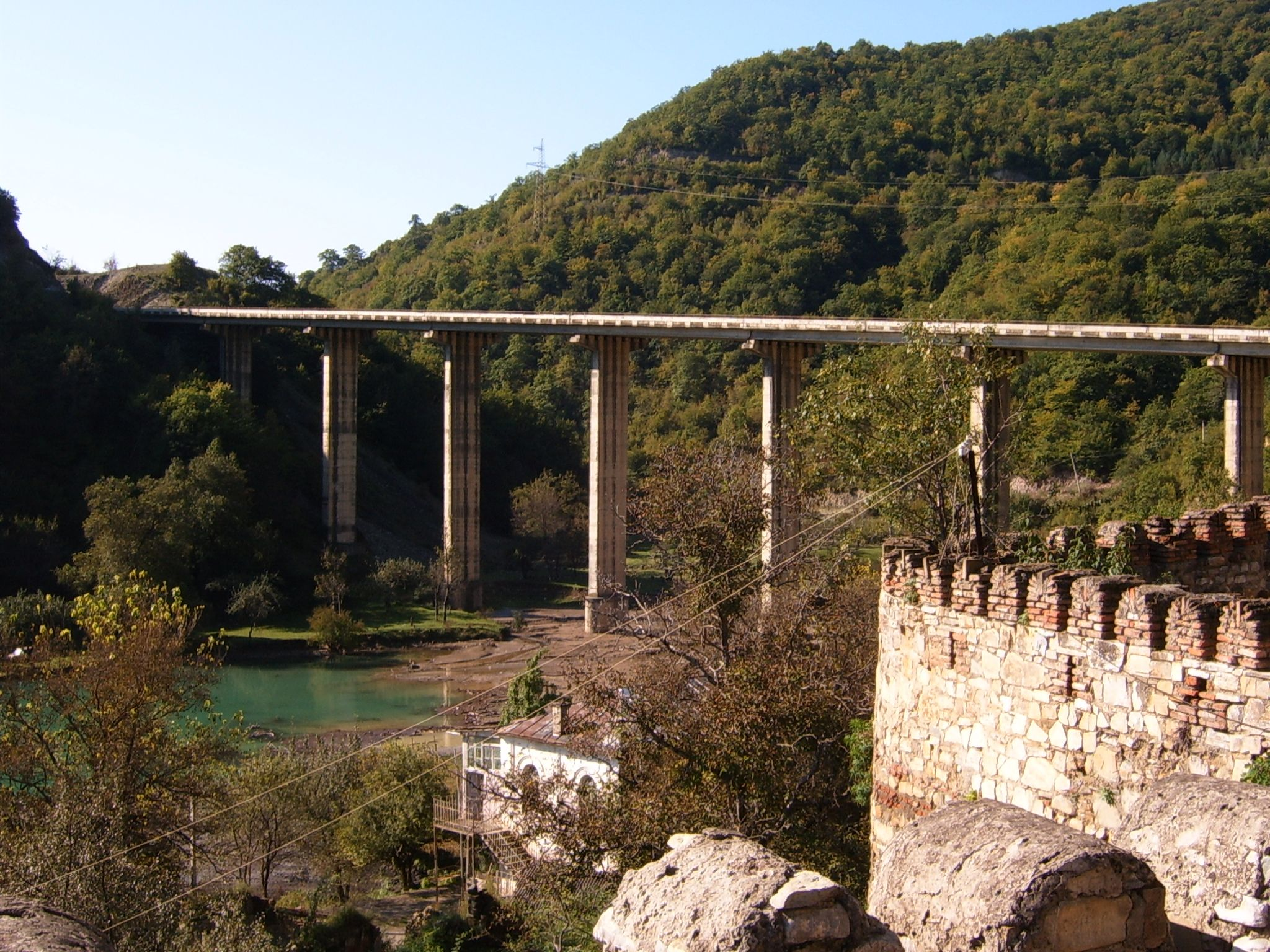
پل آنانوری در جاده نظامی گرجستان

جاده نظامی گرجستان ۲۱۲ کیلومتر (۱۳۲ مایل) بین تفلیس (گرجستان) و ولادیکاوکاز (روسیه) و مسیر سنتی که توسط مهاجمان و بازرگانان در طول اعصار مورد استفاده قرار می‌گرفت را دنبال می‌کند. سپس از کوه کازبک و کلیسای تثلیث گرگتی می‌گذرد و سپس از طریق منطقه خوی گرجستان به سمت جنوب غربی به سمت گذرگاه جواری می‌رود، جایی که به حداکثر ارتفاع ۲٬۳۷۹ متر (۷٬۸۰۵ فوت) می‌رسد. (۴۲°۳۰′۱۵″شمالی ۴۴°۲۷′۱۴″شرقی / ۴۲٫۵۰۴۲°شمالی ۴۴٫۴۵۳۸°شرقی). اندکی پس از گذرگاه، جاده از بنای یادبود دوستی روسیه و گرجستان می‌گذرد، بنای یادبود بتنی بزرگی که در سال ۱۹۸۳ برای بزرگداشت روابط بین دو کشور و دویستمین سالگرد معاهده جورجیفسک ساخته شد.